# Dansk Ride Forbund
Dansk Ride Forbund er et specialforbund under Danmarks Idræts-Forbund.
Dansk Ride Forbund blev stiftet den 23. juli 1917 af C.A. Kraft, som blev forbundets formand de første fem år. I 1918 blev forbundet optaget i Danmarks Idræts-Forbund.
I november 1921 var Dansk Ride Forbund blandt de syv specialforbund, der dannede det internationale rideforbund: Federation Equestre International (FEI). Foruden det danske forbund var det forbundene fra Belgien, Frankrig, Italien, Japan, Norge, Sverige og USA. I 2007 er 134 lande medlem af FEI.
Dansk Ride Forbund har opdelt Danmark i 14 distrikter således
- Distrikt 1 – Københavns Amt
- Distrikt 2 – Frederiksborg Amt
- Distrikt 3 – Roskilde Amt
- Distrikt 4 – Vestsjællands Amt
- Distrikt 5 – Storstrøms Amt
- Distrikt 6 – Bornholms Amt
- Distrikt 7 – Fyens Amt
- Distrikt 8 – Sønderjyllands Amt
- Distrikt 9 – Ribe Amt
- Distrikt 10 – Vejle Amt
- Distrikt 11/13 – Ringkøbing/Viborg Amter
- Distrikt 12 – Århus Amt
- Distrikt 14 – Nordjyllands Amt